# Виктория Хислъп
Вижте пояснителната страница за други личности с името Виктория.
Виктория Хислъп (на английски: Victoria Hislop) е английска журналистка и писателка на бестселъри в жанра съвременен и любовен роман.

## Биография и творчество
Виктория Хамсон Хислъп е родена на 8 юни 1959 г. в Бромли, Кент, Англия. Израства в Тънбридж, Кент. Завършва Английска филология в „Сейнт Хилда Колидж“ на Оксфордския университет. След дипломирането си работи в издателство, после в реклама и връзки с обществеността. На 16 април 1988 г. се омъжва за писателя, сценарист и издател на сатиричното списание „Private Eye“ Иън Хислъп. Имат две деца.
След като първото ѝ дете поотраства, започва да работи като журналист на свободна практика. Пише за проблемите на родителите и образованието за „Дейли Телеграф“ и за общи проблеми и пътувания за „Мейл он съндей“ и „Съндей телеграф“.
Първият ѝ роман „Островът“ е издаден през 2005 г. Той представя историята на младата Алексис Филдинг, която се връща към корените си на остров Крит и разбулва тайните на семейството и историята на последната активна гръцка колония за болни от проказа в периода 1903 – 1957 г. на остров Спиналонга, във времена на трагедии, война и страсти. Книгата става международен бестселър и е удостоена с престижната награда „Галакси“ за дебют през 2007 г. През 2010 г. романът е екранизиран в едноименния гръцки сериал с участието на Евгения Димитропулу и Стелиос Майнас.
Вторият ѝ роман „Завръщането“ e издаден през 2008 г. В тайнствената и загадъчна атмосфера на Гранада, в тихо кафене под величествения замък Алхамбра, главната героиня Соня попада на забележителни фотографии, които я свързват с историята на семейство Рамирес, разделено от Гражданската война в Испания, а връзката ѝ с Гранада ще предизвика обрат и в собствения ѝ живот. Книгата също става бестселър.
През 2020 г. получава почетно гръцко гражданство за популяризиране на съвременната гръцка история и култура.
Виктория Хислъп живее със семейството си в 500-годишната къща в красивото село в Сисингхърст, Кент, и в Гърция, където продължава да пише.

## Произведения

### Самостоятелни романи
- The Return (2008)[1][2]
Завръщането, изд.: Инфодар, София (2010), прев. Александра Павлова
- The Thread (2011)
- The Sunrise (2014)
- The Figurine (2024)

### Поредица „Островът“ (The Island)
1. The Island (2005)[1][2]
Островът, изд.: Инфодар, София (2012), прев. Златина Минчева
2. One August Night (2020)

### Сборници
- Ox-Tales:Fire (2009) – с Джеф Дайър, Себастиан Фолк, Марк Хадън, Джон льо Каре, Викрам Сет, Лионел Шрайвър, Али Смит, Уилям Сътклиф, Джанет Уинтърсън и Сяолу Гуо[1][2]
- One Cretan Evening (2011)
- RED (2012) – със Сесилия Ахърн, Рейчъл Куск, Ема Донахю, Макс Хейстингс, Антъни Хоровиц, Ханиф Курейши, Уил Селф и др.
- The Last Dance (2012)
- Cartes Postales from Greece (2016)

### Документалистика
- Sink Or Swim (2001)[1]
- Fix Your Life – Now! (2002) – с Дънкан Гудхю

### Екранизации
- 2010 Островът, To nisi – тв сериал, 26 епизода
- 2021 Kart postal – тв сериал, 12 епизода
- 2022 Mia nyhta tou Avgoustou - тв сериал